# Melampsora amygdalinae
Melampsora amygdalinae är en svampart som beskrevs av Kleb. 1900. Melampsora amygdalinae ingår i släktet Melampsora och familjen Melampsoraceae.   Inga underarter finns listade i Catalogue of Life.